# Itaocara
Itaocara é um município situado no noroeste do estado do Rio de Janeiro, no Brasil. Sua população, conforme o Censo do IBGE de 2022, era de 22 919 habitantes.

## História
Devido à luta entre os índios Coroados e Puris, os religiosos Capuchinhos que colonizavam São Fidélis sentiram a necessidade de criar, no local das divergências, uma nova aldeia, que, acolhendo uma das tribos, separasse os litigantes. Em 1809, o Frei Tomás, da cidade de Castelo, chegou às terras escolhidas para a fundação da aldeia, a qual denominou "São José de Dom Marcos", em homenagem ao antigo vice-rei Marcos de Noronha e Brito. O nome escolhido, entretanto, não criou raízes no pensamento dos habitantes, que preferiram designar o local de "Itaocara", termo tupi que significa "ocara de pedras", através da junção dos termos itá ("pedra") e okara ("ocara"), em referência ao penhasco que lhe fica fronteiro, na margem oposta do Rio Paraíba do Sul.
No século XIX e início do século XX, como ocorreu em todo o interior do estado, recebeu significativa mão-de-obra de imigrantes, sobretudo de origem síria e libanesa.

## Geografia
Localiza-se na margem direita do Rio Paraíba do Sul, estando a uma altitude de sessenta metros. Sua área territorial é de 429,68 km².

### Serra do Cândido
Localizada no distrito de Laranjais, possui 630 metros de altitude. É cercada de árvores de grande porte e se encontra como um atrativo turístico para a localidade de Engenho Central. Do seu pico avista-se grande parte do município itaocarense e de outros vizinhos.

### Futura UHE Itaocara
O empreendimento da usina hidrelétrica Itaocara, concessão dada ao Consórcio UHE Itaocara, tem perspectiva de ser grande investimento na região noroeste fluminense. O lago do reservatório da represa irá inundar diversos pontos do município e da circunvizinhança. Como compensação ambiental, serão replantadas as árvores desmatadas em decorrência do processo de construção. A previsão era de que as obras começassem no primeiro trimestre de 2016, porém, em junho do ano seguinte, o consórcio anunciou o adiamento do início das obras.

### Serra da Bolívia
Embora seja no município de Aperibé, a "Serra da Bolívia" (também conhecida por "Serra do Elefante, por detrimento de sua forma rochosa similar a figura de um elefante deitado) é símbolo do município de Itaocara por sua vista ser majoritariamente pertencente ao território do distrito sede Itaocarense. Possui cerca de 500m de altura e a trilha até o topo possui 1,92 km, sendo um grande atrativo turístico para habitantes da região e visitantes.

## Subdivisões

### Distritos
O município possui seis distritos. Batatal, que era um bairro, passou a ser o sexto distrito devido à construção da Hidrelétrica de Itaocara.
- Sede (Itaocara)
- Laranjais
- Portela
- Jaguarembé
- Estrada Nova
- Batatal

### Bairros
- Ambal
- Bela Vista
- BNH
- Bocaina
- Bon Valle
- Caxias
- Centro
- Chácara Bonnard
- Cidade Nova
- Cidade Seca
- Conceição
- Cruzeiro
- Escolástica
- Fuguista
- Fundição
- Jaguarembé de Cima
- Jardim da Aldeia
- Juarez Antunes
- Juca Rocha
- Nova Itaocara
- Pôr do Sol
- Recreio
- São Benedito
- São João
- Sardinha
- Sobradinho
- Valão do Papagaio
- Vista do Paraíba

## Política

### Poder Executivo
Cinco modelos administrativos governaram o município de Itaocara ao longo dos anos: intendentes, presidentes da câmara (que acumulavam a função de prefeito antes da tripartição dos poderes), prefeitos, prefeitos-interventores e, finalmente, os prefeitos eleitos. Em 7 de outubro de 2012, houve a eleição do primeiro prefeito filiado ao PSOL (Partido Socialismo e Liberdade), o sindicalista Gelsimar Gonzaga. Em 2016, Gonzaga foi condenado por abuso de poder econômico e político e ficou inelegível por oito anos..
Ao longo da história, a Prefeitura de Itaocara teve três sedes próprias. A primeira delas, sendo localizada à Praça Rui Barbosa, nº 40, inaugurada nos anos 1920 para abrigar a prefeitura – no térreo – e a câmara de vereadores – no segundo piso. 
Com a ampliação da administração municipal, o prédio ficou obsoleto e foi planejada uma nova sede, no segundo piso da Rodoviária Genésio Maurício de Aguiar, à Praça Toledo Piza, no local em que ficava a antiga estação ferroviária da RFFSA, desativada em 1963 e demolida para a construção de rodoviária e prefeitura. Estas foram inauguradas em 1972, no mandato do prefeito Paulo Mozart Almeida. Na antiga sede da Praça Rui Barbosa, foi instalada a Biblioteca Pública Municipal.
Com o passar dos anos, o prédio da Praça Toledo Piza tornou-se também obsoleto e com a construção de um novo fórum na cidade, no final dos anos 2000, veio o projeto para transferir a sede da prefeitura para o prédio do Fórum que seria deixado vago, à Rua Sebastião da Penha Rangel, nº 63, datado dos anos 1960. O novo fórum foi inaugurado em janeiro de 2009 e, imediatamente, começaram as reformas no imóvel que abrigaria a prefeitura. A nova sede foi inaugurada em 2010, no mandato do prefeito Alcione Corrêa de Araújo. Na antiga sede da Praça Toledo Piza, funcionam ainda algumas repartições públicas, como a Junta de Serviço Militar, a Fundação Leão XIII e o Centro de Educação de Jovens e Adultos (CEJA).
O atual prefeito de Itaocara, é Heriberto Pereira de Oliveira (UNIÃO), e o vice-prefeito Alberto Taveira dos Santos (PL). Heriberto foi eleito vice-prefeito na chapa ao lado de Geyves Maia Vieira, nas eleições de 2020, mas assumiu o cargo após Geyves ter o mandato cassado pela Câmara Municipal, pelo que a unanimidade dos vereadores, na ocasião, entendeu serem atos de improbidade administrativa. A cassação ocorreu em 7 de novembro de 2023 e Heriberto tomou posse no cargo de prefeito no dia seguinte, sendo reeleito nas eleições de 6 de outubro de 2024.

### Poder Legislativo
A Câmara Municipal de Itaocara é, desde 2013, composta por onze cadeiras. Até 2004, contou com treze vereadores. Após aquele ano, a representação passou a ser equivalente à população do município. Foi quando o Legislativo itaocarense passou a ter nove representantes e permaneceu assim até 2012.
A Câmara está localizada no histórico prédio da Praça Rui Barbosa, nº 40, datado dos anos 1920 e construído para ser a primeira sede própria dos poderes Executivo e Legislativo itaocarenses. Em novembro de 2020, foi inaugurada a reforma e modernização da sede do Legislativo Municipal, sendo a mais significativa mudança a transferência do Plenário Pedro de Souza Coelho do segundo piso – onde funcionou por quase um século – para o térreo do prédio, em espaço mais amplo, onde antes funcionava a Biblioteca Pública Municipal. Além disso, foram inaugurados novos gabinetes individuais para os vereadores, entradas com acessibilidade, novas recepção e secretaria-geral em prédio anexo e estacionamento privativo à vereança. O atual Presidente da Câmara de Vereadores é Maycon de Azevedo Omecias (UNIÃO), pelo biênio 2025-2026.

## Economia
A economia do município é notadamente diversa. A pecuária é exercida de duas formas: a de corte, uma das principais áreas econômicas da cidade, e a leiteira, que é bastante lucrativa, haja vista que há uma importante cooperativa em funcionamento no município que acaba centralizando a produção itaocarense e a transformando numa das maiores do estado do Rio de Janeiro.
Além disso, Itaocara conta com um importante grupo de confecções, organizado em uma associação (ACIT-Associação de Confeccionistas de Itaocara). Também existem confecções individuais, responsáveis por um grande número de empregos. Igualmente, a indústria moveleira, com destaque ao distrito de Portela, com cerca de uma dúzia de empresas, ajuda em muito a economia local. Existem também quatro ou mais fábricas de suínos, de gaiolas e artesanato no município.

## Transportes
Itaocara é acessível pela Rodovia Presidente João Goulart (BR-116) e pela RJ-158.
Entre os anos de 1882 e 1962, o município era atendido pelo Ramal de Portela da Estrada de Ferro Leopoldina, responsável pelo transporte local de passageiros e de cargas, como produtos agrícolas e industriais. Após ser desativado, os trilhos do ramal foram retirados da cidade no ano seguinte, por exigência de um decreto federal.
Com a supressão local da linha, a antiga estação ferroviária localizada na sede do município foi desativada. Hoje, totalmente descaracterizada, abriga a Rodoviária de Itaocara.

## Arte

### Henrique Resende
O artista plástico Henrique Resende, filho de Ruy Resende e Sonia Eccard Resende, nasceu em 21 de maio de 1972 no município de Itaocara. Viajou em 1991 para a cidade do Rio de Janeiro para estudar na Escola de Artes Visuais do Parque Lage, formando-se em 1997. Cursa também em 1995, arte contemporânea em Londres e Amesterdão e participa de diversos cursos em instituições como o Museu da República e o Museu de Arte Moderna do Rio de Janeiro. Cursa então em 2004, a arte de escultura em mármore na cidade de Carrara, na Itália. Realizou desenhos publicitários para empresas como McDonald's, Petrobras e Serviço Brasileiro de Apoio às Micro e Pequenas Empresas, mas onde teve maior destaque foi nas esculturas, sendo seu trabalho mais reconhecido o "Monumento a Dercy Gonçalves", construído na cidade de Santa Maria Madalena (Rio de Janeiro), onde nasceu a atriz Dercy Gonçalves. Realizou também desenhos ilustrativos para o longa-metragem nacional Os Carvoeiros de 1999.
Dentre seus principais trabalho em Itaocara, é valido citar a escultura "Adão e Eva", que ilustra o casal bíblico sendo tentado pelo Diabo; a estátua do Frei Tomás, fundador da cidade; e a estatua "Diana Caçadora" que apresenta a deusa Ártemis enxugando seus cabelos.

## Personalidades
- Eliana Macedo
- Patápio Silva
- Watson Macedo